# Centaurea cyanus

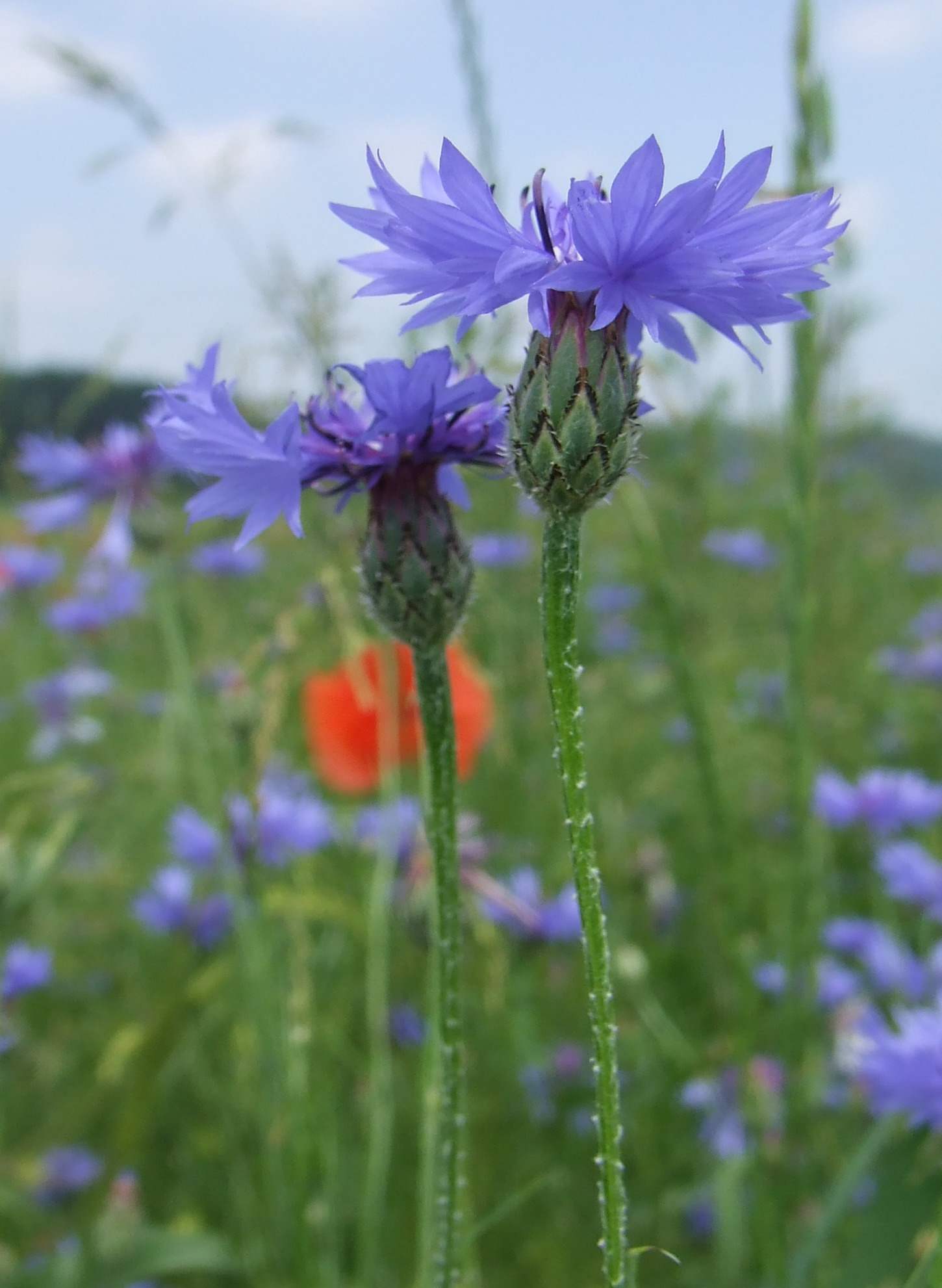
Aspecto general de tallos en flor

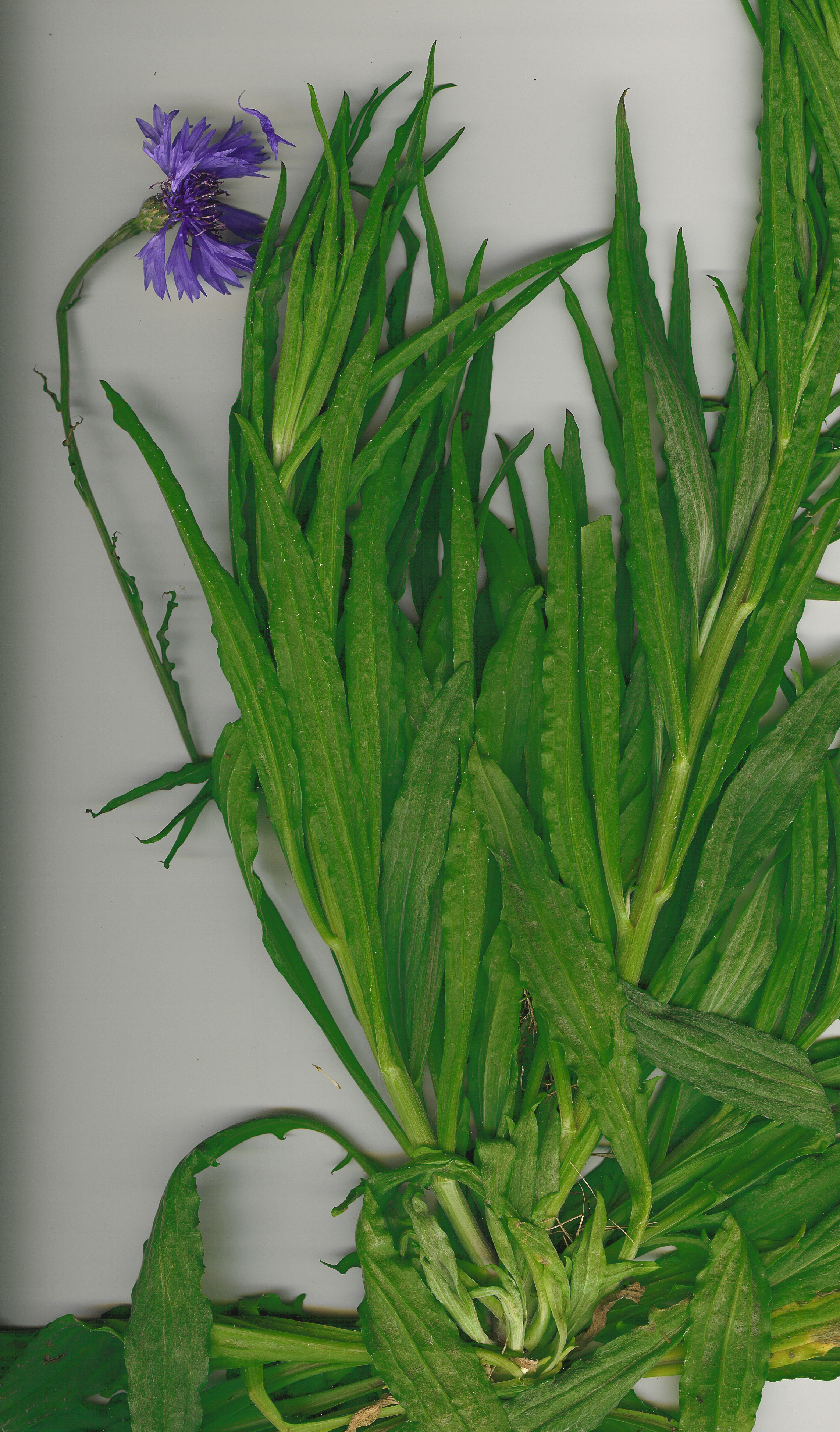
Hojas

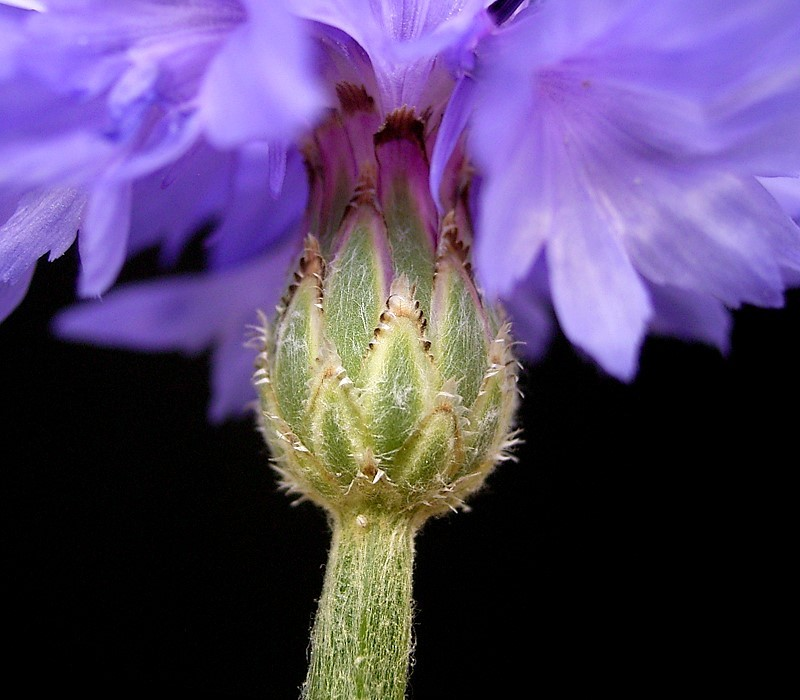
Detalle del involucro

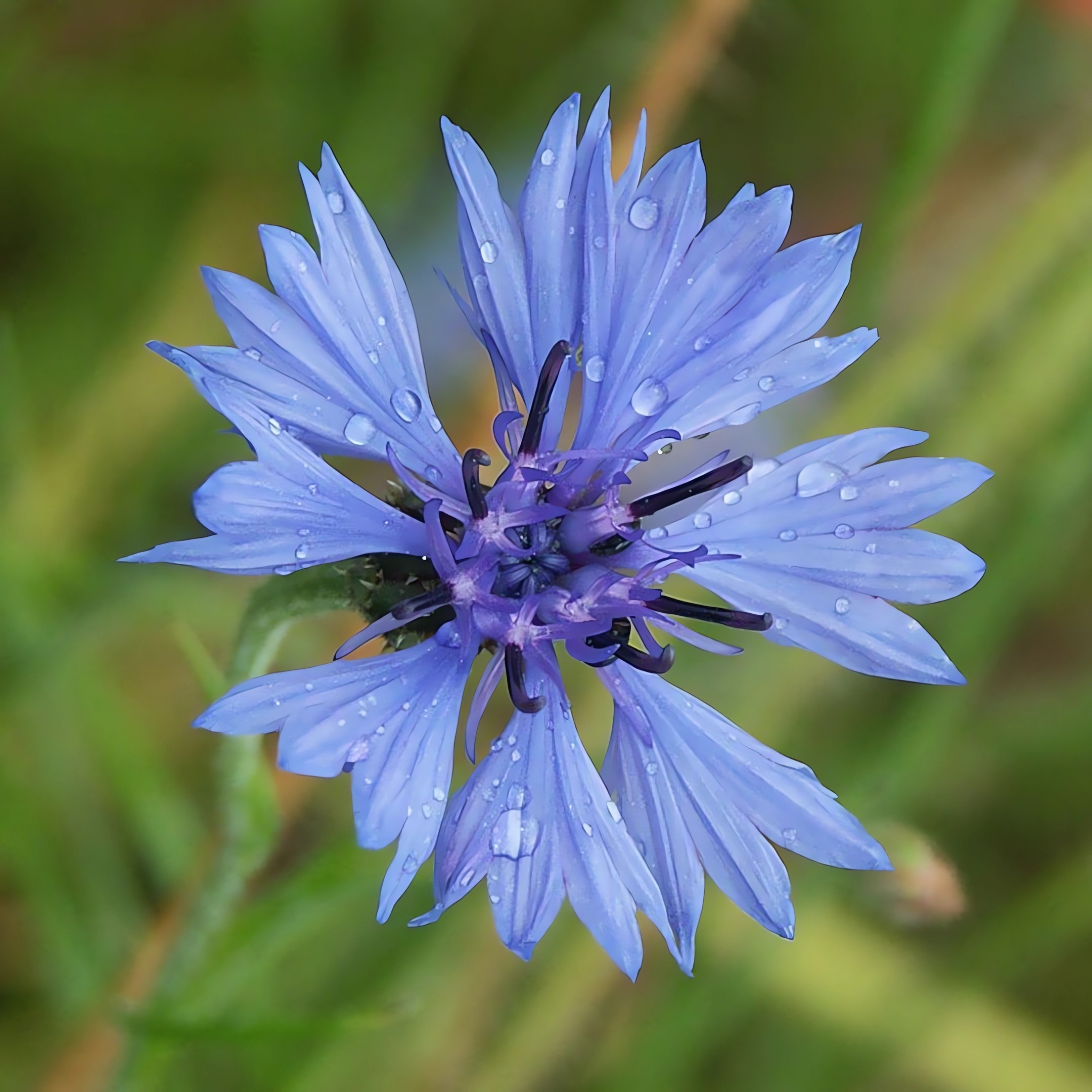
Capítulo con flósculos periféricos azules en floración

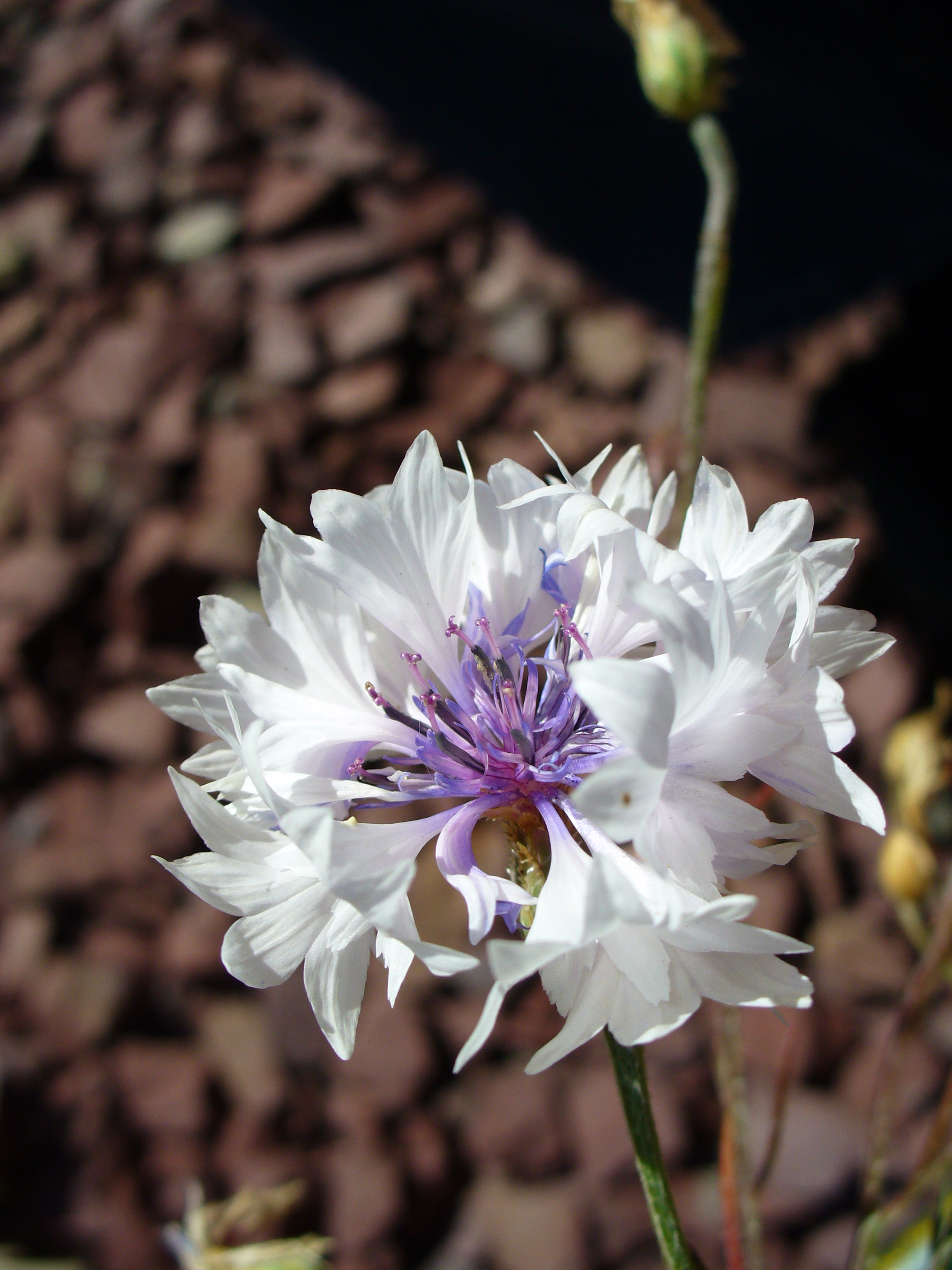
Capítulo con flósculos periféricos blancos en floración

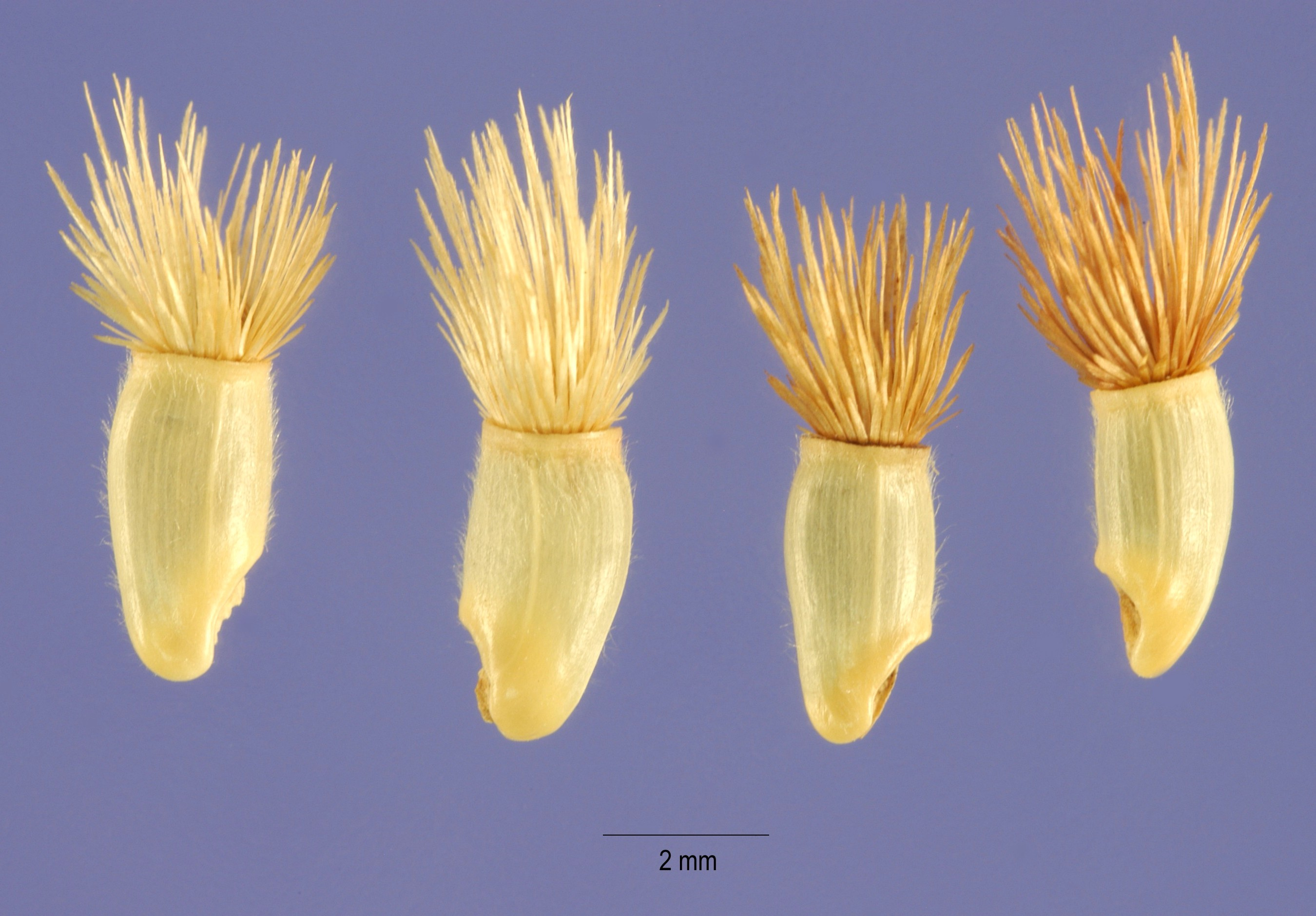
Cipselas sueltas

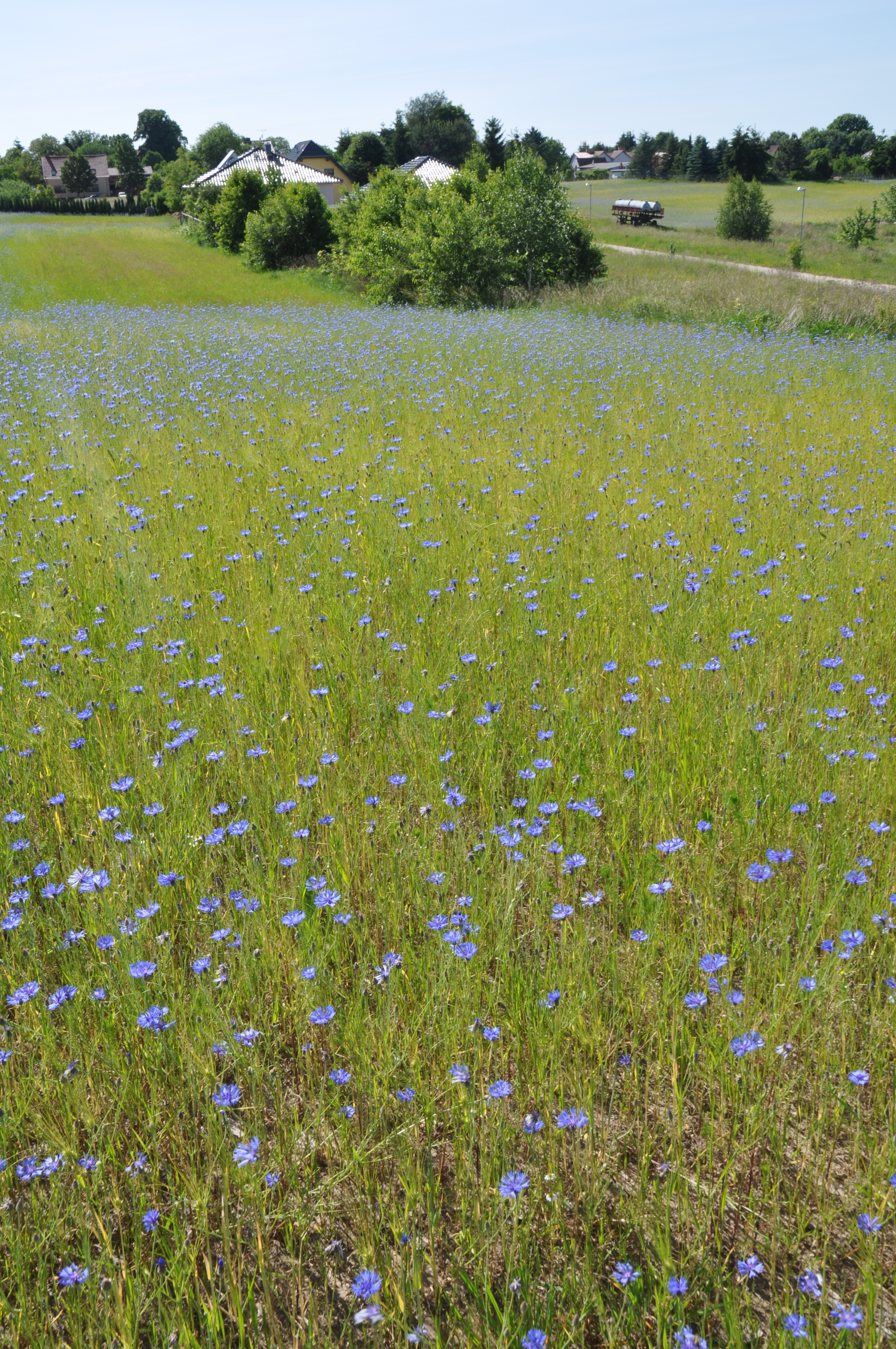
Aciano en su hábitat más natural, los campos de cereales

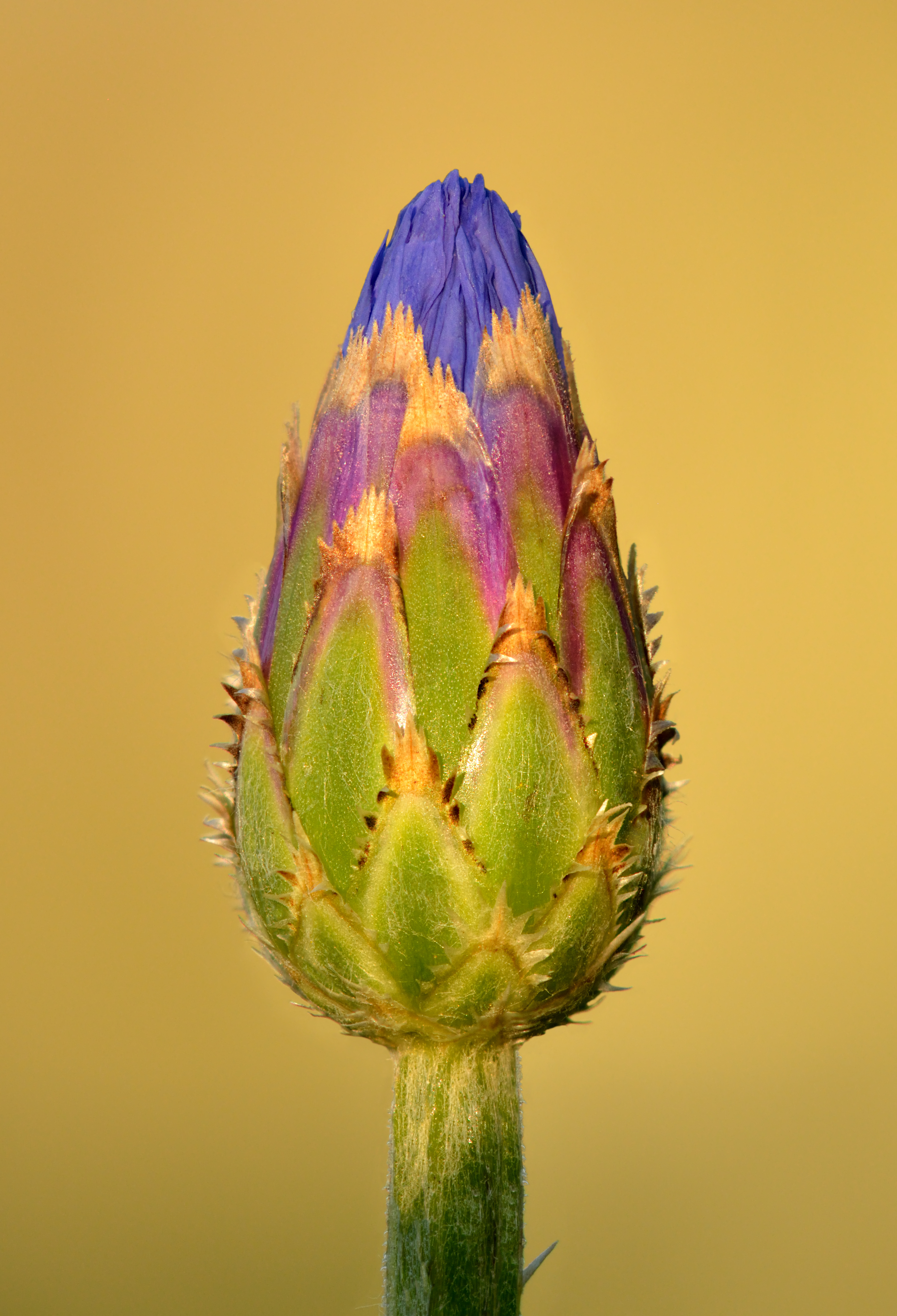
Capullo floral

Centaurea cyanus, llamado popularmente aciano, azulejo o pincel, es una planta herbácea  anual de la familia de las asteráceas. Clasificado en el género Centaurea section Cyanus (DC. in Ann. Mus. Nat. Hist. Nat. Par., 16: 158,1810) - o subgénero Cyanus (Hayek in Denkschr. Kaiserl. Akad. Wiss. Wien, Math.-Naturwiss. Kl., 72: 587, 1901), recientes publicaciones, cada vez más numerosas y aceptadas, elevan este último al rango de género y consideran Centaurea cyanus un sinónimo de Cyanus segetum que lo reemplaza.

## Descripción
Es una planta herbácea anual, rara vez bienal, de raíz axial, que llega a medir un metro de altura. Tiene tallos recios y ramificados en la parte superior, no alados, algo angulares y cubiertos de vellosidad lanuginosa. Las hojas, también algodonosas, las basales más o menos arosatadas, con o sin lóbulos agudos, son lineares y con nerviación longitudinal y están dispuestas de forma alterna en el tallo. El involucro es acampanado, de 12–16 mm; sus brácteas en 4- filas son verdes-parduzcas, oblongas las internas - a menudo teñidas de púrpura - y ovaladas las exteriores; estas últimas tomentosas, con apéndices laterales blancos a negros, membranáceos, y fleco apical escarioso decurrente con dientecitos triangulares. Los flósculos perífericos, estériles, son de color azul más o menos intenso - o blancos - y prácticamente 2 veces más grandes (20-25 mm) y vistosos que los interiores (10-15 mm), de un azul-violáceo más profundo, y tubos de los dos tipos de color blanco. Los unos como los otros son muy poco numerosos. Receptáculo plano o convexo, con escamas lineares, blanquecinas. El fruto es un aquenio de 5 mm, algo velludo, de color paja o azulado o con estos dos colores, que lleva eleosoma y con un vilano de numerosas cerdas rígidas y agudas de tamaños desiguales.
Florece durante la primavera y el verano (mayo-septiembre).

## Hábitat y distribución
Hábitat
Esencialmente en los campos cultivados de cereales - y de allí el epíteto específico Latín segetum (de sĕgĕs, sĕgetis, los «campos de cereales») de algunas de sus sinonimias, en particular Cyanus segetum que es un sinónimo que reemplaza a Centaurea cyanus - pero también escapada y adaptada a los herbazales, los bosques, los bordes de caminos y carreteras y otras zonas alteradas
También ampliamente cultivada como ornamental.
Distribución
Propagado y naturalizado en numerosos países de todos los continentes, probablemente excepto África, a través de sus semillas mezcladas con los granos de cereales introducidos a lo largo de la historia, desde Europa Mediterránea de donde es natural según unas publicaciones, o de Europa central según otros autores - lo que no deja de ser, por lo menos, sorprendente.
En España está presente esencialmente en la mitad norte de la península y, muy puntualmente, en su mitad meridional y las Islas Baleares.

## Propiedades
Composición química
La composición química básica de Centaurea cyanus es la siguiente:
- Antocianinas:centaurocianina, pelargonina, glucósidos de cianidina.
- Flavonoides: protocianina, heterósidos de apigenina.
- Lactonas sesquiterpénicas: cnicina.
- Polisacáridos heterogéneos: mucílagos, pectinas.
- Alcaloides indólicos: moschamina, cis-moschamina, centiamina, cis-centiamina.
- Sales minerales (10%)
- Unas sustancias amargas de naturaleza desconocida.

Los flavonoides son los pigmentos responsables de la coloración de las flores, los frutos y las hojas y eso les hace tener gran importancia como marcadores quimiotaxonómicos. Son considerados vasoprotectores, es decir, disminuyen la permeabilidad de los capilares y aumentan su resistencia. Poseen actividades demostradas como captadores de radicales libres, inhibidores enzimáticos, antiinflamatorios, antialérgicos, hepatoprotectores, antiespasmódicos, diuréticos, hipocolesterolemiantes, antibacterianos, antivirales y anticancerígenos in vitro, e incluso se han descrito como ansiolíticos sin causar los efectos sedativos y miorrelajantes de las benzodiazepinas.
Las antocianinas se encuentran en las vacuolas de las células epidérmicas en todo tipo de órganos, pétalos, frutos, brácteas, hojas, pecíolos, bulbos y raíces, donde el color depende del pH de la disolución.
Los antocianósidos aumentan la resistencia de los capilares y disminuyen la permeabilidad. Tienen propiedades vasoprotectoras, antiedematosas, antioxidantes y favorecen la regeneración de la púrpura retiniana.
Acciones farmacológicas
Centaurea cyanus siempre se ha utilizado popularmente como antibacterial, fungicida, pectoral, estimulante, tónico, aperitivo y eupéptico, diurético, colerético-colagogo, antiséptico, antipirético, antiinflamatorio y astringente suave. Actualmente suele utilizarse como un corrector organoléptico (agente colorante) y marcador de tisanas. El principio amargo actúa como aperitivo y eupéptico, los flavonoides y las sales potásicas tienen propiedades diuréticas. Los pigmentos antociánicos confieren una acción vitamínica P ya que mejora la microcirculación, aumenta la resistencia y controla la permeabilidad capilar. También contribuye a la regeneración de la capa vascular de la retina en el ojo aumentando la agudeza visual.
Usos medicinales
El agua de aciano, obtenida por la decocción de sus flores, se utiliza por su notable efecto anti inflamatorio, aplicada sobre los ojos. Los lavados oculares con esta agua mejoran eficazmente los picores y la irritación de los ojos. También dan un aspecto fresco y estirado en los párpados cargados y sirve para fortalecer, aclarar y conservar la vista.
Además estaría indicada, sospechosamente, para casi todos «los males», tales como la conjuntivitis - ya que el agua de aciano ayuda a eliminar las secreciones y a que desaparezca la congestión ocular - blefaritis, reumatismo, dispepsias hiposecretores, anorexia, gripe, resfriados, fragilidad capilar (canas), arteriopatías, flebitis, edemas por insuficiencia venosa, hemeralopía, hemorroides, varices, retinitis pigmentaria, miopía, bacterias, cáncer, cándida, dermatosis, diarrea, hidropesía, dismenorrea, eczema, fiebre, hongos, hepatitis, infecciones, inflamaciones, ictericia, leucorrea, mastitis, micosis, dolor, salmonella, seborrea, vaginitis, retención de agua y - en el mundo de la cosmética - para hacer lociones desmaquillantes o champús suaves.
Toxicología
La planta no se considera tóxica.

## Historia
Desde la antigüedad, la planta se ha extendido por todo el mundo mezclada con las semillas de cereales. Plinio el Viejo la describía como "una flor molesta para los segadores". Estos, intentaban evitarla con sus utensilios agrícolas. Sin embargo, es poca la información escrita que ha llegado de los autores clásicos, ya que no se consideraba que las grandes figuras farmacológicas de la antigüedad le prestaran atención. Quien verdaderamente encontró su utilidad medicinal fue Mattioli, un botánico del siglo XVI que afirmaba que las flores azules del aciano desinflaman los ojos rojizos. En este caso, la señal estaría en la contraposición del color azul (propio de los ojos sanos y azules) con el rojo encendido de los ojos inflamados.
Ya en el siglo XX, el número de ejemplares de la especie disminuyó considerablemente, debido, entre otros, a estos motivos:
- Mayor uso de herbicidas y fertilizantes.
- Desarrollo de nuevos y diversos cultivos altamente competitivos.
- Destrucción de refugios cerca del campo.
- Desaparición de las rotaciones de los cultivos tradicionales.
- Conversión de tierras de cultivo marginales a las de pasto.

## Taxonomía
Centaurea cyanus fue descrita por  Carlos Linneo y publicada en Species Plantarum, vol. 2, p. 911, 1753.

### Citología
- 2n=24.[11][5]

### Etimología
Centaurea: nombre genérico que procede del griego kentauros, hombres-caballos que conocían las propiedades de las plantas medicinales.
cyanus: epíteto latino que significa "de color azul".

### Sinonimia
- Centaurea cyanus subsp. coa Rech.f.
- Centaurea cyanus var. denudata Suksd.
- Centaurea concinna (Boiss. & A.Huet.) Trautv.
- Centaurea concinna Willd. ex Steud.
- Centaurea cyaneum St.-Lag.
- Centaurea cyanocephala Velen.
- Centaurea cyanus var. denudata Suksd.
- Centaurea hoffmannianaAsch.
- Centaurea hortorum Pau
- Centaurea lanata Roxb.
- Centaurea pulcherrima Wight ex DC.
- Centaurea pulchra DC.
- Centaurea rhizocephala Trautv.
- Centaurea segetalis Salisb.
- Centaurea umbrosa Reut.
- Cyanus arvensis Moench
- Cyanus cyanus Hill
- Cyanus dentato-folius Gilib.
- Cyanus segetum Hill.
- Cyanus vulgaris Delarbre
- Jacea segetum (Hill) Lam.
- Leucacantha cyanus (L.) Nieuwl. & Lunell [13][1]
- Centaurea cyanocephala Velen.[4]

## Nombres comunes
Aciano, aciano menor, aldiça, aldiza, amor porteño (en Argentina), aziano, azulejo, azulejos, azuleño, azulina, azulines, azulón, azulones, baleo cabezudo, botoncillo, bracera, bracero, cabezudo, cabezuela, ciano, clavel, clavel de San Juan, claveles, clavelina, clavelones, clavelones azules, coronilla, cyaneo, cyano silvestre de color torquesado, escobilla, escobilla ordinaria, escombra, flor celeste, flor celeste andaluza, flor celeste de sembrados, flor de cielo barbada, flor de cielo castellana, flor de cielo española, flor de cielo montañesa, granera, heno blanco, hojera, liebrecilla, lindita, linditas, ojeras, papaver espumoso, peranzules. Altoaragonés: anjelicos, azuletes, farolitos de la Virgen, farolitos de los campos. Aragonés: angelicos, azuletes, escobilla, farolitos de la Virgen.

## El aciano en la cultura popular

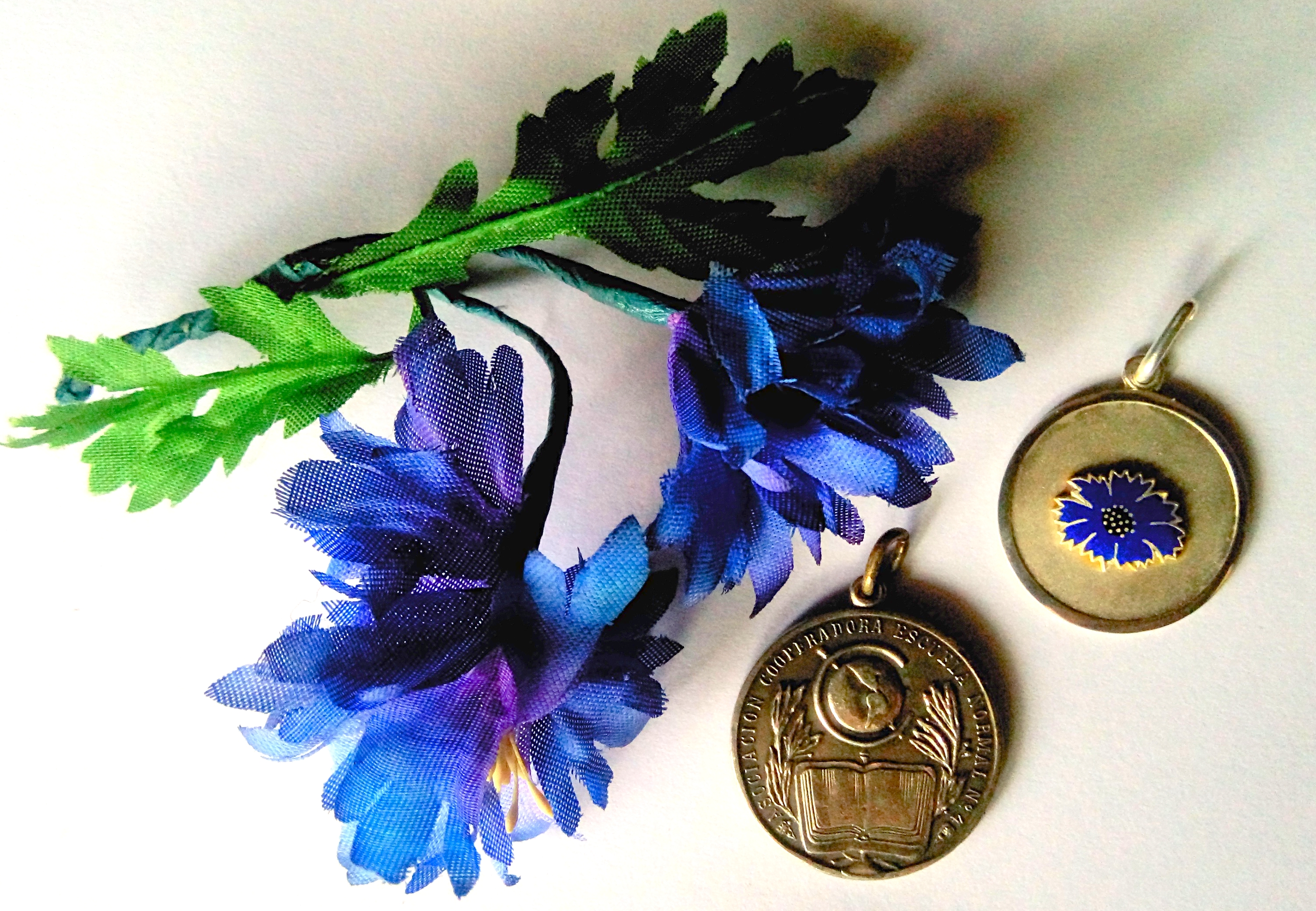
Flor del azulejo, preferida de Estanislao Zeballos y emblema de las Maestras del Normal 4. Ramo de Egresada y medallas de la Prof. María Elena Speroni

- En Francia, su nombre Bleuet - el calificativo común de la especie en francés - se empleó como apodo de los soldados de la «Clase 1915» que fueron los primeros en llevar el nuevo uniforme de color azul horizonte, por su parecido con el color del aciano. Se conserva hoy día como símbolo de las «Asociaciones de antiguos combatientes» del país.[cita requerida]
- Fue la flor favorita de John F. Kennedy y fue también usada por su hijo, John F. Kennedy Jr. en su boda en homenaje a su difunto padre[16]
- Es la flor nacional de Estonia y Alemania.[cita requerida]
- Era la flor preferida de Estanislao Zeballos, quien la llevaba siempre en la solapa. Emblema de las maestras recibidas en el Normal 4 de Buenos Aires, que lleva su nombre.